# Maison d'Ananie
La Maison d'Ananie est une association catholique fondée à Paris en septembre 1939 par l'abbé Jean-Pierre Altermann et plusieurs laïcs, dont Jacques Maritain et son entourage. Cette maison, dotée d'une chapelle et animée par des catéchistes, se donna d'emblée pour mission l'accueil des catéchumènes, à une époque où le catéchuménat n'était pas organisé d'une manière systématique.

## Histoire

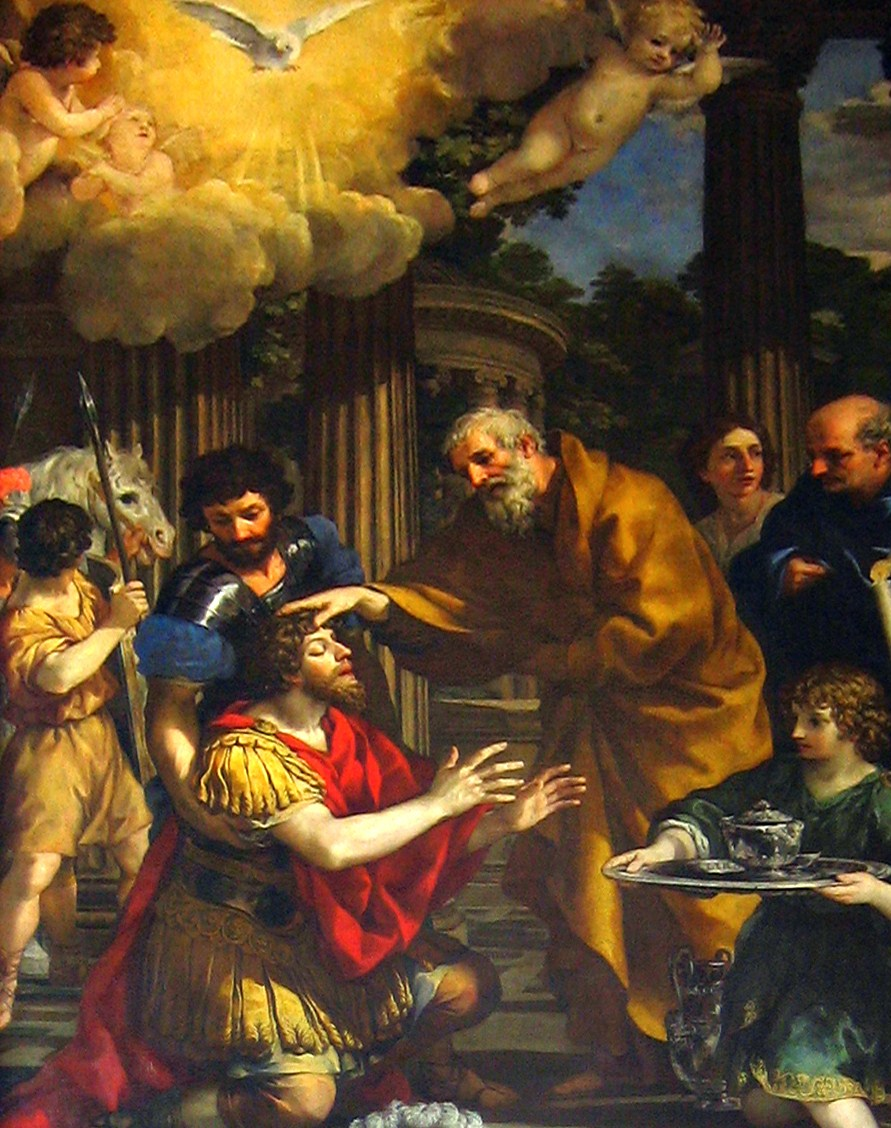
Saint Ananie rend la vue à saint Paul par Pietro da Cortona (1631)

Durant l'entre-deux-guerres, un important cercle d'intellectuels et d'artistes catholiques, souvent convertis, se réunissait chez les Bénédictines de la rue Monsieur, dans le 7e arrondissement de Paris. Puis les religieuses durent quitter ce couvent en 1938. Une partie du groupe de laïcs, dirigé par l'abbé Altermann, fonda peu après, dans le voisinage, une association nommée « Maison d'Ananie ». Cette appellation se réfère à Ananie de Damas, grâce à qui Paul retrouva la vue lors de sa conversion, selon les Actes des Apôtres. Le bâtiment lui-même était un hôtel particulier datant de la monarchie de Juillet, rénové et repensé par Auguste Perret.
La Seconde Guerre mondiale obligea les membres de la Maison d'Ananie, dont beaucoup étaient d'origine juive (comme l'abbé Jean-Pierre Altermann) ou opposants au nazisme, à fuir vers la Zone libre ou à l'étranger, notamment vers la Suisse. À cette occasion, François Mauriac, qui avait été très proche d'Altermann puis s'était brouillé avec lui, décida d'oublier leurs anciennes querelles et se mit à son entière disposition pour lui proposer son aide. Quelques années plus tôt, en effet, tous deux avaient fondé avec Charles Du Bos une revue littéraire intitulée Vigile, concurrente de la Nouvelle Revue française. Après des débuts prometteurs, Vigile ne connut que quelques livraisons et finit par disparaître en raison de dissensions internes.
Les activités de la Maison d'Ananie ne commencèrent donc véritablement qu'à partir de 1945. Vouée à l'accueil et à la formation des personnes déjà désireuses de se convertir au catholicisme, selon une démarche volontaire et personnelle, l'association ne pratiquait pas, et ne pratique pas, de prosélytisme.
Dépendant directement de l'archevêque de Paris, la Maison d'Ananie existe toujours et a diversifié son champ d'action depuis la réorganisation du catéchuménat à la suite du concile Vatican II.